# Czesława Kwoka
Czesława Kwoka (15. srpna 1928 Wólka Złojecka – 12. března 1943 Osvětim) byla polská katolická dívka, která byla zavražděna ve svých čtrnácti letech v Osvětimi. Jako jedna z tisíců dětských obětí německých zločinů v Polsku za druhé světové války patří k těm, kteří jsou zmíněni na pamětní výstavě Státního muzea v Osvětimi-Birkenau Život vězňů v bloku číslo 6.
Portréty Czeslawy a dalších vězňů, pořízené „slavným osvětimským fotografem“ Wilhelmem Brassem v letech 1940 až 1945, jsou vystaveny ve fotografickém památníku muzea. Brasse hovořil o několika fotografiích dívky v televizním dokumentu Portrétista (Portrecista) z roku 2005. Právě portréty Czesławy se staly ohniskem rozhovorů a byly citovány v různých článcích a knihách.

## Osobní pozadí
Czesława Kwoka se narodila v malé polské vesnici Wólka Złojecka katolické matce Katarzyně Kwoka. Spolu se svou matkou (číslo vězně 26946) byla Czesława Kwoka (číslo vězně 26947) deportována ze Zamośće do Osvětimi 13. prosince 1942. Dne 18. února 1943 byla zavražděna její matka. Dne 12. března 1943 zemřela Czesława Kwoka a okolnosti její smrti nebyly zaznamenány.  Bylo jí 14 let.

## Obecné historické kontexty dětských obětí Osvětimi
Czesława Kwoka byla jednou z „přibližně 230 000 dětí a mladých lidí ve věku méně než osmnáct“ z 1 300 000 lidí, kteří byli deportováni do Osvětimi-Birkenau v letech 1940 až 1945.
Vzdělávací středisko Státního muzea Auschwitz-Birkenau O holokaustu a Osvětimi dokumentuje válečné okolnosti, které přivedly mladé dospělé a děti jako byla Czesława do koncentračních táborů v publikaci z roku 2004 s albem fotografií, které sestavila historička Helena Kubica. Tyto fotografie byly poprvé publikovány v polské a německé verzi knihy Kubicové v roce 2002. Podle muzea bylo přibližně 230 000 dětí a mladých deportovaných do Osvětimi, z nichž většina byla židovského původu; z romských rodin pocházelo více než 11 000 dětí. Ostatní děti měly polský, běloruský, ukrajinský, ruský nebo jiný etnický původ.
Většina z těchto dětí přijela do tábora spolu se svými rodinami v rámci různých operací, které nacisté prováděli proti celkovým etnickým nebo sociálním skupinám. Tyto operace byly zaměřeny na Židy jako součást snahy o úplné vyhlazení židovského národa. Na Cikány jako součást snahy izolovat a zničit romskou populaci. Na Poláky v souvislosti s vyhnáním a deportací do tábora celých rodin z regionu Zamość a z Varšavy během Varšavského povstání v srpnu 1944. Na Bělorusy a další občany Sovětského svazu jako odvěta za partyzánský odpor na místech okupovaných Německem.
Ze všech těchto dětí a mladých lidí bylo do záznamů o táborech zapsáno více než 20 000, včetně 11 000 Cikánů. Více než 650 z nich přežilo až do osvobození v roce 1945.
Czesława Kwoka byla jednou z těch tisíců dětí, které Osvětim nepřežily, a mezi těmi, jejichž „identifikační fotografie“, spolu s poznámkami vytvořenými z takzvaných Knih smrti, jsou vystaveny na pamětní desce na zdi Život vězňů v bloku číslo 6.

## Konkrétní historické kontexty fotografií Czesławy Kwoka
Po příchodu do Osvětimi byla Czesława Kwoka vyfotografována pro záznamy nacistických koncentračních táborů. Byla identifikována jako jeden z přibližně 40 000 až 50 000 subjektů „identifikačních snímků“ pořízených pod nátlakem v Osvětimi-Birkenau fotografem Wilhelmem Brassem, což byl mladý polský vězeň, kterému v té době bylo dvacet let (známý jako vězeň číslo 3444). Brasse a další vězni byli vyučení portrétní fotografové v ateliéru před německou invazí do Polska v roce 1939, počínaje druhou světovou válkou. V táboře jim byl vydán rozkaz fotografovat nacistické zajatce a vězně za strašlivých táborových podmínek a pravděpodobně pod hrozbou bezprostřední smrti, pokud by odmítli vyhovět.
Tyto fotografie, které Brasse a ostatní dostali za rozkaz pořizovat, měly zachytit každého vězně „ve třech pozicích: zepředu, ze strany a šikmo z druhé strany.“ Přestože Brasse dostal rozkaz zničit všechny fotografie a jejich negativy, po válce se proslavil tím, že pomohl některé z nich zachránit před zapomenutím.

## Osvětimské „Identifikační fotografie“ v pamětních exponátech a archivech fotografií
Zatímco většina z těchto fotografií vězňů Osvětimi (obětí i pozůstalých) již neexistuje, některé fotografie visí zarámované na pamětní výstavě ve Státním muzeu Auschwitz-Birkenau. Její součástí je také fotografie Czesławy a podobně jako v Jad vašem jsou to mučedníci holocaustu a hrdinové – židovské oběti holokaustu.
Tituly připojené k fotografiím ve fotografických archivech Auschwitz-Birkenau a vnitřní exponáty byly vytvořeny Ministerstvem výstavnictví z registrů táborů a dalších záznamů zabavených, když byly tábory osvobozeny v roce 1945 a následně archivovány. Tyto archivy fotografických archivů muzea připojené k fotografiím sestavených z fotografií a / nebo vyvolaných z negativů zachráněných Brassem a spolupracovníkem v temné komoře Bronislawem Jureczkem v letech 1940 až 1945 identifikují vězně podle jména, čísla vězně v koncentračním táboře, datum a místo narození, datum úmrtí a věku při úmrtí (pokud existuje), národní nebo etnické identity, náboženské příslušnosti a datum příjezdu do tábora. Některé fotografie připisované Brassemu, včetně „identifikačního snímku“ se třemi kompozicemi Czesławy, jsou v památníku Státního muzea Auschwitz-Birkenau, součástí stálé výstavy s názvem Život vězňů v bloku číslo 6, poprvé instalované v roce 1955. Podobenka Czesławy je také na výstavě Ministerstva muzea na jejich oficiálních internetových stránkách v některých publikovaných albech a katalozích muzea a objevila se také v polském televizním dokumentárním filmu z roku 2005 o Wilhelmu Brassovi The Portraitist, vysílaném na TVP1 a pak také na několika filmových festivalech.

## Brasse vzpomíná

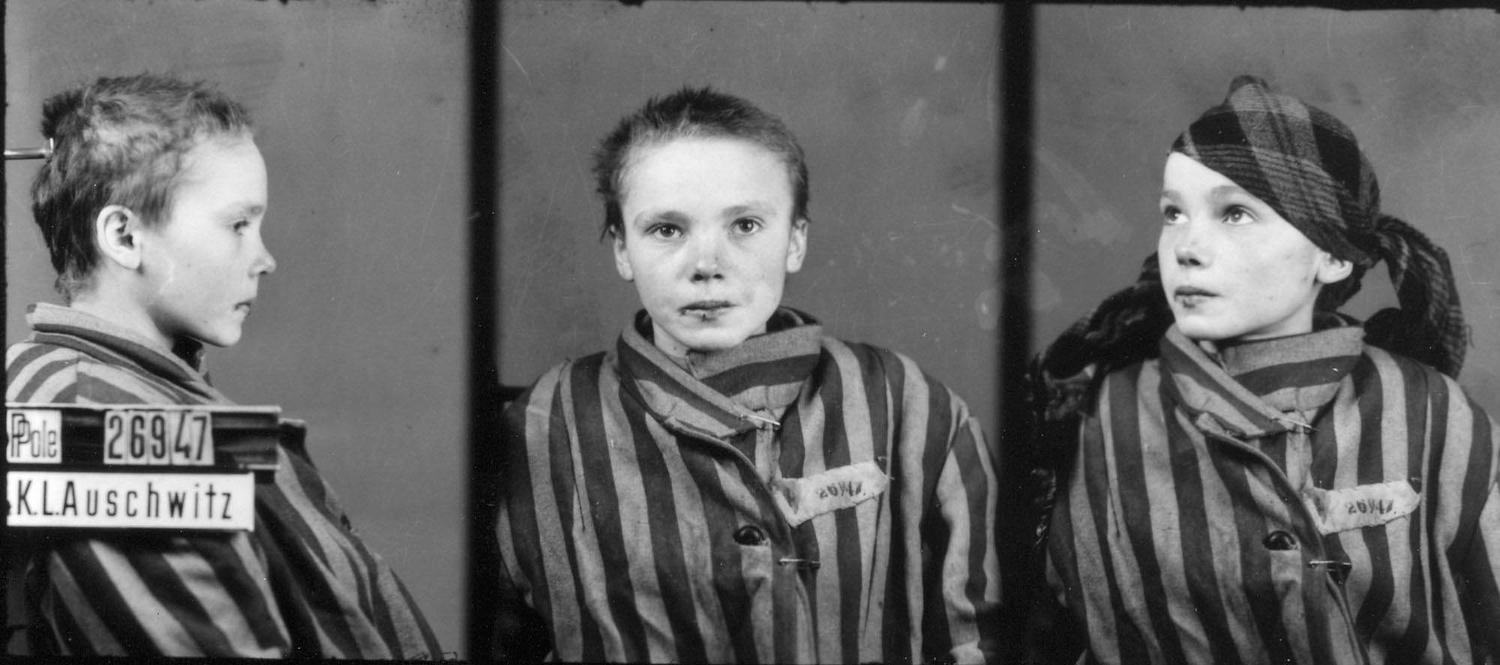
Czesława Kwoka v letech 1942 nebo 1943. (zdroj: Auschwitz-Birkenau State Museum a Wilhelm Brasse)

Brasse připomíná své zkušenosti fotografování Czesławy konkrétně v dokumentu The Portraitist, zprávu, kterou podal korespondent BBC Fergal Keane, který se ptal Brasseho na jeho vzpomínky ohledně jejího fotografování v oceněném článku „Návrat do Osvětimi: Fotografie z pekla“ v Live Mag, které vyplývají z filmu na Londýnské premiéře (22. dubna 2007), zveřejněná v Mail Online dne 7. dubna.
Jako návštěvník pamětní expozice Státního muzea v Osvětimi-Birkenau v bloku č. 6, Fergal Keane podrobně popsal své vlastní dojmy z fotografií Czesławy:

Ještě celé dny po prohlížení fotografií jsem nemohl setřást ten dívčí výraz z mé mysli. Bylo jí asi 14 let a dívala se přímo do fotoaparátu. Dívka do tábora dorazila teprve nedávno. Na jejím spodním rtu je poranění. Její oči zírají přímo do objektivu a strach z nich se přenáší ještě po celá desetiletí. Ale dokud mi Wilhelm Brasse neřekl svůj mimořádný příběh, neměl jsem ani ponětí, jak se fotografie rodila. Jeho hlas se chvěje, když vypráví, co se stalo.
Byla tak mladá a vyděšená. Dívka nechápala proč tam byla, a nemohla pochopit, co jí říkali.
Byla tam žena, jmenovala se Kapo, byla to vězeňská dozorkyně. Vzala do ruky hůl a bila ji po tváři. Tato německá žena si právě na dívku vylévala svou zlost. Tak krásná mladá dívka, tak nevinná. Plakala, ale nemohla nic udělat.

Před pořízením fotografie si dívka usušila slzy a setřela krev z poraněného rtu. Abych vám řekl pravdu, cítil jsem, jako bych já sám byl zmlácen, ale nemohl jsem zasahovat. Bylo by to pro mě fatální. Nemůžeš nikdy nic říci.

## V umění
- „Přinášení obrazu a hlasu Czeslawy do našich životů“, Theresa Edwards (poezie) a Lori Schreiner (umění) vytvořili na památku dětských obětí holokaustu společné dílo Painting Czesława Kwoka, pomocí různých médií inspirované fotografiemi Wilhelma Brasse.[9]

- V roce 2018, k 75. výročí její smrti, byla vydána barevná verze fotografií, které kolorovala brazilská umělkyně Marina Amaral.[10][11]